# Biała Lądecka

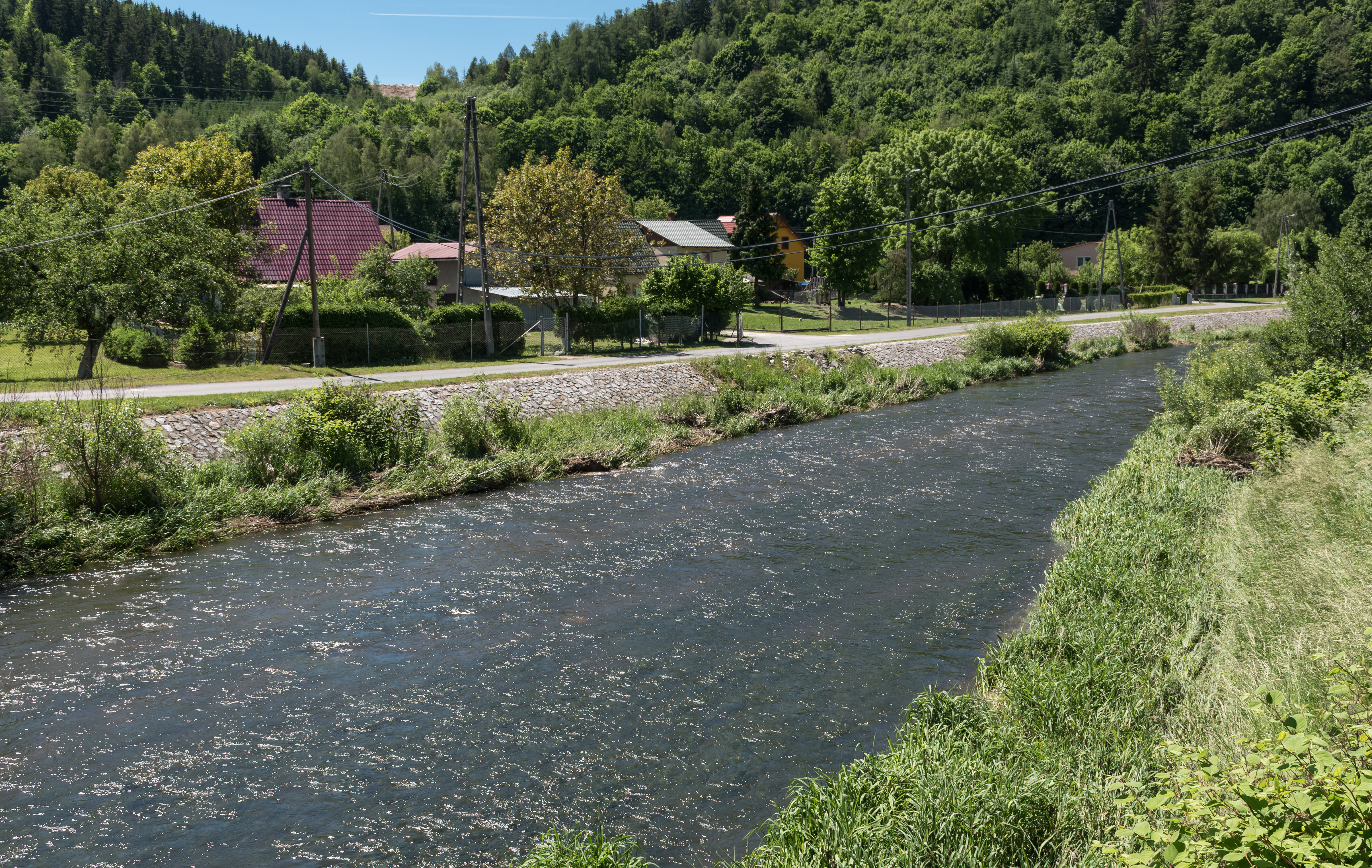
Biała Lądecka w Ołdrzychowicach Kłodzkich

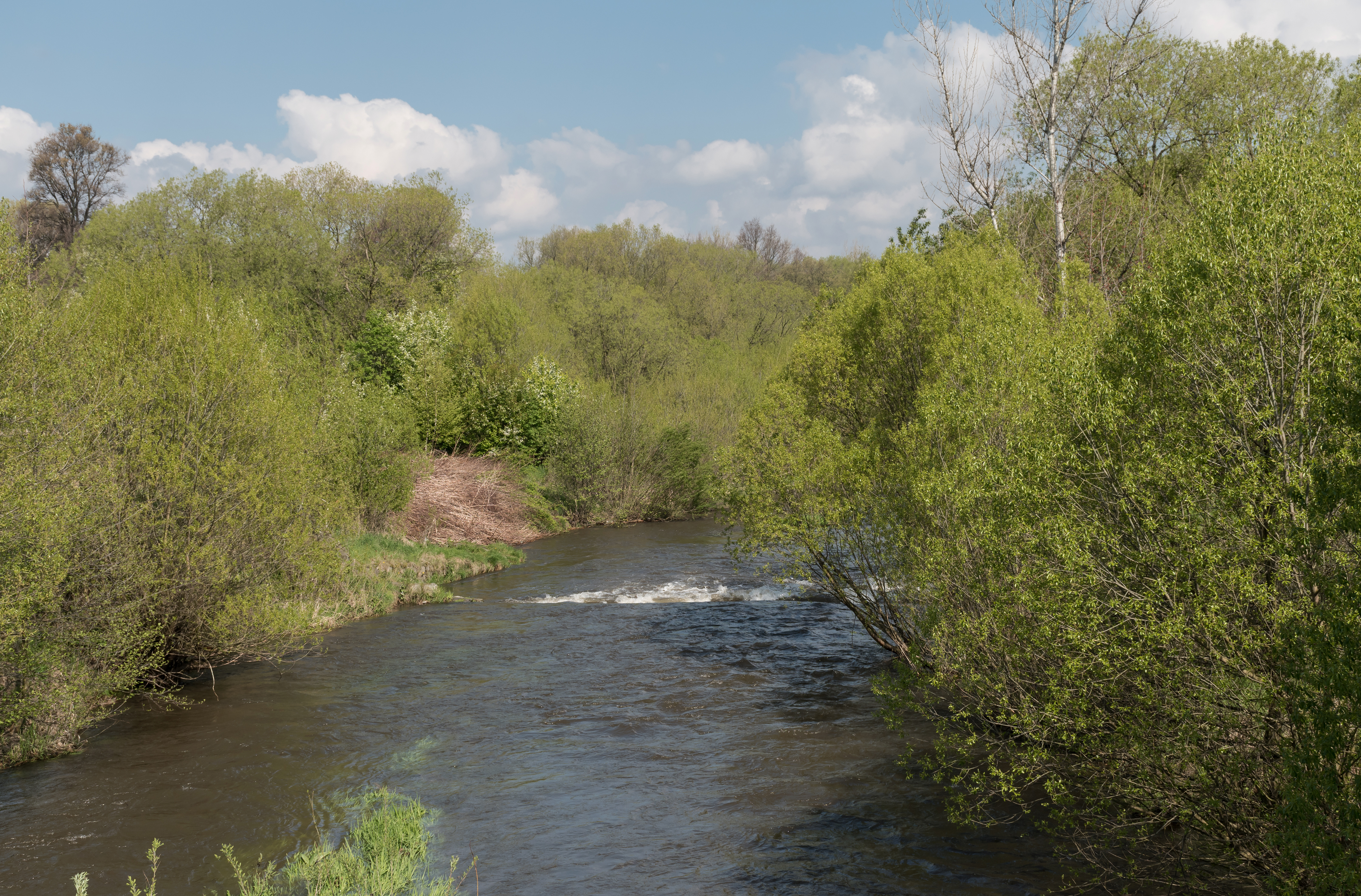
Biała Lądecka w Krosnowicach

Biała Lądecka (niem. Biele, Landecker Biele) – rzeka w dorzeczu Odry, prawy dopływ Nysy Kłodzkiej. Wody, które niesie rzeka, zaliczane są do II klasy czystości. Administrowana jest przez Regionalny Zarząd Gospodarki Wodnej z siedzibą we Wrocławiu.

## Nazwa
W źródłach historycznych rzeka występuje pod różnymi nazwami: die Biele, Beele (1348), Biela (1600), die Biela (1747), die Bielau (1783), Biele (1787), Weisse Biele (1918), Landecker Biele (1930), Biała, Białka, Bielawa, Biela, Biała Kłodzka (1945). Dzisiejszą nazwę Biała Lądecka nadała w 1946 r. Komisja Ustalania Nazw Miejscowości (choć stara nazwa na mapach pojawia się jeszcze w 1947).

## Bieg rzeki

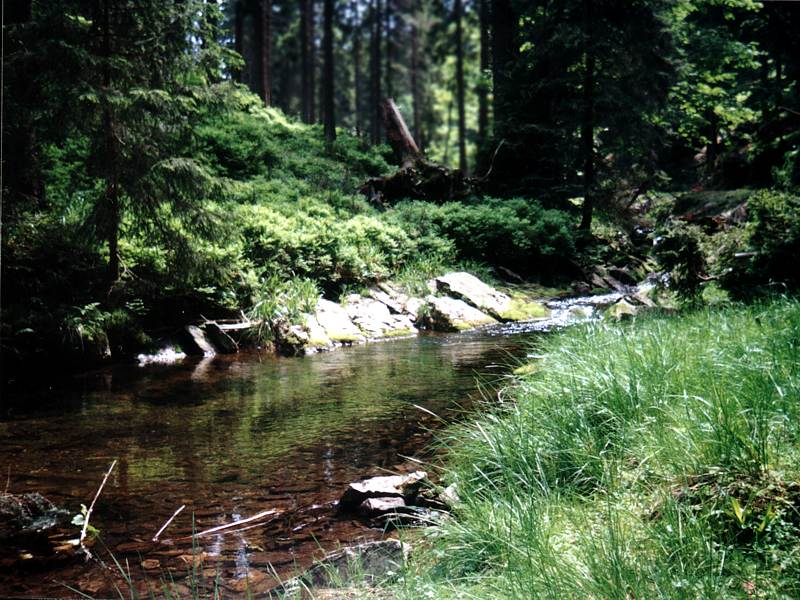
Długi Spław – jedno ze źródeł Białej Lądeckiej

Jej źródła w postaci licznych potoków znajdują się pomiędzy Postawną, Bruskiem i Smrekiem na pograniczu Gór Złotych i Gór Bialskich (Sudety Wschodnie). Główne cieki źródliskowe tworzą dwa strumienie spływające ze stoku Postawnej: Biały Spław i Długi Spław.
Biała Lądecka przepływa przez Nową Bielę, Bielice, Nowy Gierałtów, Stary Gierałtów, Goszów, Stronie Śląskie, Strachocin, Stójków, Lądek-Zdrój, Radochów, Trzebieszowice, Ołdrzychowice Kłodzkie, Żelazno i Krosnowice. Uchodzi do Nysy Kłodzkiej w Krosnowicach (Pilczy) na południe od Kłodzka. Długość Białej Lądeckiej wynosi 52,7 km, powierzchnia dorzecza 314,6 km² i praktycznie cała ta powierzchnia ma górski charakter. W całym swoim biegu dolina rzeki stanowi granicę Gór Złotych, oddzielając je w górnym biegu od Gór Bialskich, a dalej od pasma Krowiarek. Dolina, którą płynie Biała Lądecka zaliczana jest do obszaru Gór Złotych i podzielona jest na trzy części:
- od źródeł do Goszowa to Dolina Górnej Białej Lądeckiej,
- od Stronia Śląskiego do Lądka-Zdroju to Obniżenie Lądka i Stronia,
- od Radochowa do ujścia to Dolina Białej Lądeckiej.

W górnym biegu rzeka przepływa głęboko wciętą doliną, w dużej części zalesioną i krętą. Dolina wypreparowana została w złożonej strukturze geologicznej o nazwie metamorfik Lądka i Śnieżnika, zbudowanej z łupków metamorficznych, amfibolitów i gnejsów gierałtowskich, a także tonalitów. U źródeł, w łupkach łyszczykowych występuje dysten. Od Bielic do Stronia Śląskiego dolina nieco poszerza się. Wzdłuż rzeki prowadzi ciąg osadniczy – dziś już mocno przerzedzony. Jej dno zajmują użytki zielone, a zbocza porastają bukowo-świerkowe drzewostany regla dolnego. Na terenie kolejnych wsi rzeka przechodzi przez kilkanaście progów i kaskad, w większości sztucznie wybudowanych.
Na odcinku Stronie – Lądek – Radochów rzeka tworzy malowniczy przełom ograniczony wzniesieniami zbudowanymi z gnejsów gierałtowskich i śnieżnickich, na których rozsiane są liczne skalne wychodnie. W tych okolicach w dolinie spotyka się też gdzieniegdzie niewielkie torfowiska i podmokłe łąki.
Od Radochowa dolina mocno poszerza się, płaskie dno doliny zajmują tu głównie grunty rolnicze. Widoczne są wyraźnie tarasy plejstoceńskie. Dno zalegają czwartorzędowe osady: żwiry nakryte glinami, spod których gdzieniegdzie wystają twardzielowe pagóry. Miejsce, do którego dotarł lodowiec, wyznaczone są przez charakterystyczne osady denne zalegające dolinę począwszy od Trzebieszowic. Kolejne wsie tworzą dość zwarty, łańcuchowy układ zabudowy.

## Osadnictwo
Dolina rzeki była znana i zasiedlana od dawna, a jej bieg stanowił naturalny szlak komunikacji i ekspansji osadnictwa. Najstarszy znany trakt już w XII w. prowadził tą doliną z Kłodzka do Javornika i dalej do Nysy. Wzdłuż traktu powstawały osady, m.in. główne miasto Landeck, dzisiejsze uzdrowisko Lądek-Zdrój. W średniowieczu w dolinie Białej Lądeckiej i jej dopływów w okolicach Lądka i Stronia rozwijało się hutnictwo żelaza (Kąty Bystrzyckie, Strachocin, Stara Morawa).
Od XVIII w. dolina rzeki stanowiła stale rozwijający się region turystyczny. Nasilaniu się ruchu turystycznego sprzyjało wybudowanie wzdłuż biegu rzeki szosy z Kłodzka, a w 1897 r. linii kolejowej kończącej się w Stroniu Śląskim. Rolę rekreacyjno-turystyczną pełni do dzisiaj.

## Kolano pokaptażowe
Biała Lądecka po minięciu Lądka-Zdroju zatacza szeroki łuk wokół góry Radoszki i zmienia tu bieg o 90° z północno-zachodniego na południowo-zachodni. Rzeka płynęła niegdyś widoczną po lewej doliną, która odchodzi ku północy, w kierunku obecnej wsi Orłowiec. Przed wydźwignięciem się Sudetów, wody spływały nurtem ku miejscu, gdzie obecnie znajduje się przełęcz Różaniec, następnie przepływały w okolicach Bílej Vody i na wschód od Kamieńca Ząbkowickiego wpływała do dzisiejszego rowu Nysy Kłodzkiej. Ruchy górotwórcze pod koniec trzeciorzędu (neogen) podniosły te obszary o 200–250 m. Szybkość podnoszenia się terenu była większa od szybkości erozji rzecznej i rzeka nie zdołała pogłębić swojej doliny (tak jak to np. zrobiła Nysa Kłodzka w okolicach Barda). W rezultacie została ona przyciągnięta właśnie w tym miejscu przez dopływ Nysy Kłodzkiej i zmienił się kierunek ujścia. Dokonał się tzw. kaptaż i tak powstało widoczne tu pokaptażowe kolano.

## Dorzecze Białej Lądeckiej
Poniżej wymieniono tylko dopływy posiadające nazwę własną, w kolejności od ujścia do źródeł.
- Biała Lądecka
  - L Piotrówka
  - P Skrzynczana
  - L Konradka, Pogonna
    - P Rudy Potok
      - P Kątowianka

  - L Rudnia (Rudawka)
    - P Czerwony Potok

  - P Jaskiniec
  - P Orliczka
  - P Borówkowy Potok
  - P Wiosennik
  - P Luta
    - P Obszarniczka

  - P Potok Karpowski
    - P Przyrwa

  - P Jadwiżanka
  - L Morawka
    - L Sienna Woda
      - L Porębnik

    - L Kleśnica
    - L Kamienica
    - P Łacin
      - L Krótki Potok

    - P Chłopski Potok
    - L Szyndzielny Potok
    - P Gołogórski Potok
    - P Prawa Widełka
    - L Lewa Widełka

  - L Młynówka
    - P Popówka
    - L Mała Młynówka

  - P Pląsawa
  - L Kobylica
    - L Przednik
      - P Średnik

    - P Głębnik
    - P Tylnik
      - P Dzielec
      - L Głębiec

  - P Jesionowy Spław
  - L Lipodolski Spław
  - L Kresowy Potok
  - P Wądróż
  - L Bielawka
    - L Płużnik
    - P Złoty Potok

  - L Morawski Potok
  - L Czarny Potok
  - P Szyndzielnik
  - L Jedlnik
  - L Działowy Spław
  - L Krótki Spław
  - P Biały Spław
  - L Długi Spław

## Fauna

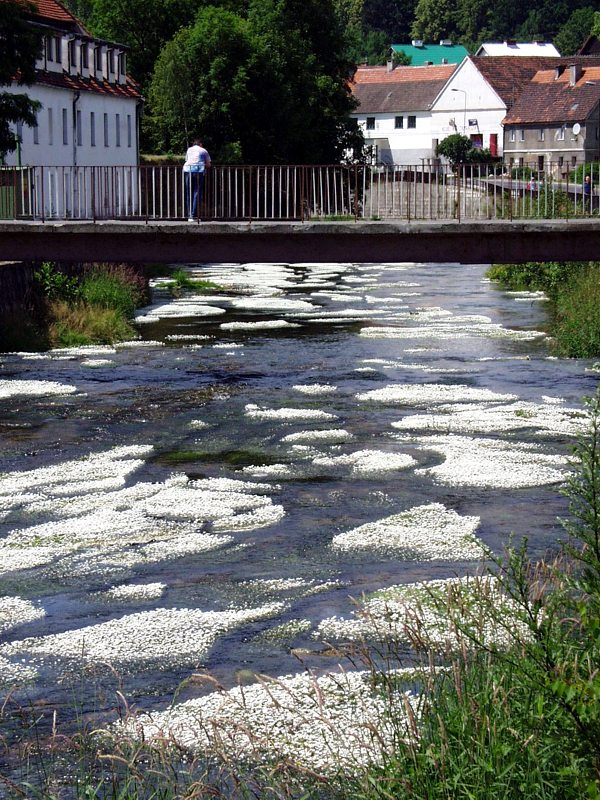
Kwitnący włosienicznik pędzelkowaty, Ranunculus pseudofluitans

Biała Lądecka to rzeka zasobna w pstrągi. Występuje tu pstrąg potokowy Salmo trutta morpha fario, pstrąg źródlany Salvelinus fontinalis M. oraz pstrąg tęczowy Oncorhynchus mykiss. Część populacji to „uciekinierzy” z okolicznych hodowli. Biała Lądecka stanowi również unikalną, przejściową strefę występowania głowacza białopłetwego Cottus gobio oraz głowacza pręgopłetwego Cottus poecilopus – ich populacje należą do najliczniejszych w południowo-zachodniej Polsce. Można spotkać również lipienie i trocie wędrowne Salmo trutta morpha trutta.

## Flora
Wzdłuż całego biegu rzeki rozciągają się łęgi olchowo-wierzbowe oraz podgórskie ziołorośla lepiężnikowe. Biała Lądecka stanowi jedno z dwóch w Polsce siedlisk włosienicznika pędzelkowatego Ranunculus pseudofluitans (penicillatum), który występuje w środkowym i dolnym biegu rzeki począwszy od Lądka-Zdroju.

## Szlak kajakowy
Rzeka jest spławna na odcinku długości 31 km ze Stronia Śląskiego do ujścia jedynie wiosną lub po większych opadach; możliwa do pokonania w czasie 4–5 godzin. Dostępna jest tylko dla wprawnych kajakarzy. Posiada liczne sztuczne progi – przeważnie spławne, ale wymagające asekuracji i rozpoznania z brzegu. Jest też kilka progów naturalnych. Najtrudniejszy odcinek to przełom rzeki pod górą Radoszką. Cały 31-kilometrowy odcinek rzeki znajduje się na wykazie B szlaków do przepłynięcia na III. stopień Górskiej Odznaki Kajakowej PTTK.

## Powodzie

### Powodzie historyczne

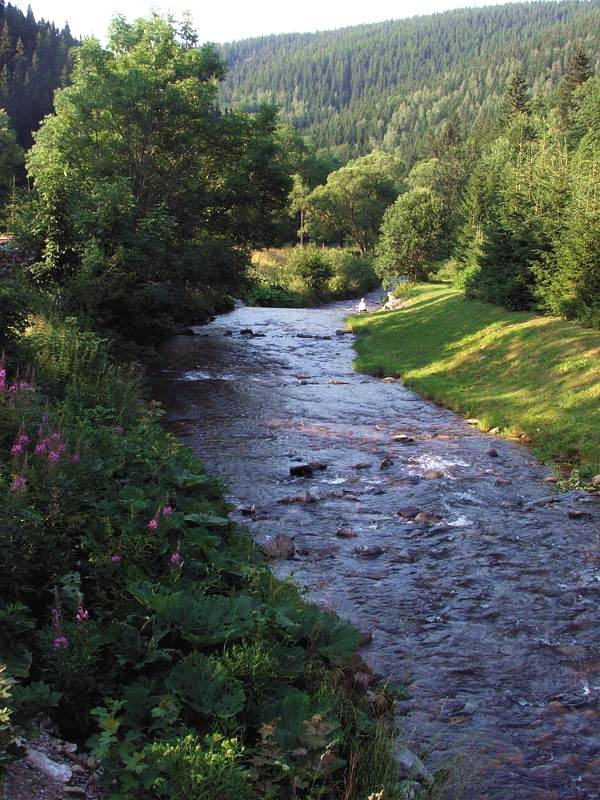
Biała Lądecka w Bielicach

- 1310 – Najstarsza znana z przekazów historycznych powódź na ziemi kłodzkiej i w Dolinie Białej Lądeckiej datowana jest na 25–26 lipca tego roku: W dzień apostoła świętego Jakuba nad ranem zaczął padać deszcz i trwał on bez przerwy przez dwa dni i noce, przez co wody, które nazywają się Nysą, wystąpiły tak ze swoich brzegów, że przed miastem Kłodzkiem wiele domów zawaliły i uniosły, i, jak mówili, tamże 1500 ludzi zatopiły, nie licząc innych miejscowości, gdzie także bardzo wiele zginęło. (…) Drugiego dnia w Kłodzku zatopiło całe przedmieście, tak, że tam utonęło przeszło dwa tysiące ludzi. Widziano wiele dzikich zwierząt płynących na kłodach, tudzież całe domy z ludźmi i kołyski z żyjącymi dziećmi; woda zrobiła duże szkody i wiele wsi i ludzi zatopiła[7]
- 1578 – Powódź tego roku zniszczyła część zabudowy Lądka-Zdroju, młyn i mosty[8].
- 1598 – Nawiedziła okolice 21 czerwca (16 sierpnia?). Na terenie ziemi kłodzkiej zginęło wówczas 25 osób. …wielka woda w okolicach Kłodzka… mały most kamienny wraz… z kilkoma domami przy tym bez przeszkód zabrała, że również mury cmentarza przy kościele na Piasku zupełnie rozwaliła i woda wtargnęła do kościoła na pół łokcia ponad górny ołtarz… I taka wielka woda utrzymywała się przez 10 dni, a straty, które ona wyrządziła nie można całkowicie określić.[9] W Lądku-Zdroju zniszczeniu uległ m.in. most św. Jana[8].
- 1611 – Duża powódź zniszczyła Lądek-Zdrój[8].
- 1829 – Gminę Stary Gierałtów nawiedziła w 1829 r. straszna powódź. W wyniku wystąpienia z brzegów Białej Lądeckiej bardzo ucierpiały pola, łąki, i ogrody. Woda porwała także domy. Nurt rzeki Białej Lądeckiej uszkodził wtedy poważnie budynek szkolny, natomiast ogród szkolny został zasypany piaskiem i kamieniami[10]. W Lądku-Zdroju zniszczeniu uległa dolna część miasta[8].
- 1879 – W 1879 r. gminę nawiedziły straszne burze i ulewne deszcze; Biała Lądecka podobnie jak w 1829 r. wystąpiła z brzegów. W wyniku ulewnych deszczów, podobnych do oberwania chmury, pola niektórych rolników zostały tak zniszczone, że oni sami bardzo wątpili, czy w czasie swego życia będą w stanie doprowadzić je do porządku[10].
- 1883 – Rzeka wystąpiła z brzegów po tygodniu nieprzerwanych opadów. 19 i 20 czerwca gmina doznała poważnych strat w wyniku powodzi spowodowanej przez oberwanie chmury nad Bielicami. Stan wody w Białej Lądeckiej wyniósł kilka metrów, brzegi rzeki zostały w kilku miejscach przerwane i rzeka utorowała sobie nowe koryto. Wszystkie mosty i kładki zostały zerwane. Droga przez wieś była tak zryta i zniszczona, że jej remont, przy którym pracowało codziennie 20–30 robotników, trwał ponad dwa miesiące i konieczna była pomoc państwa. Jeden z budynków został zerwany. Leżące nad Białą Lądecką ogrody, łąki i pola zostały zasypane kamieniami i żwirem, miejscami aż do 1 metra wysokości[10].
- 1897 – Z powodu silnego kilkudniowego, deszczu w dolinie Białej Lądeckiej rzeka zamieniła się podobnie jak w roku 1883 w rwący nurt i 29 i 30 lipca wykroczyła z brzegów, częściowo je też niszcząc. Pnie drzew i bukowe kloce zabrane przez wodę z tartaku w Bielicach zerwały kładki, a mosty i jazy młyńskie zostały poważnie uszkodzone[10].

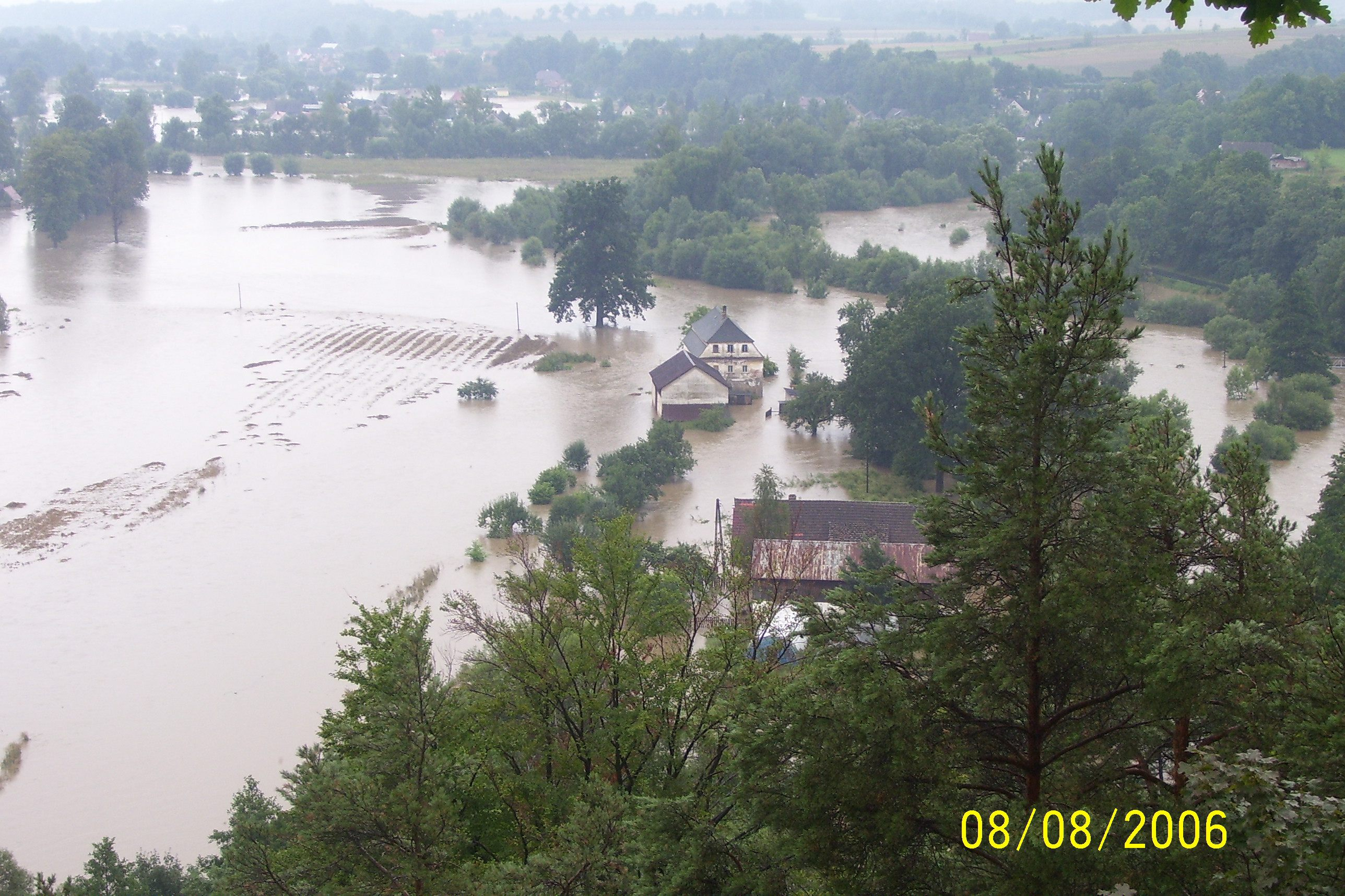
Powódź w sierpniu 2006 roku – rozlewisko Nysy Kłodzkiej i Białej Lądeckiej w Krosnowicach

- 1903 – Od 6 lipca 1903 r. trwały silne nieprzerwane opady. 9 lipca poziom Białej Lądeckiej zaczął się groźnie podnosić osiągając swój punkt kulminacyjny 10 lipca po południu. Z budynków leżących wzdłuż Białej Lądeckiej trzeba było ewakuować ludzi i ich cały dobytek. Wszystkie ogrody, łąki i pola leżące w pobliżu zostały strasznie zniszczone. Woda występowała z brzegów tworząc nowe koryta. Zerwane zostały mosty w Bielicach i Nowym oraz Starym Gierałtowie, a wiejska droga miejscami w ogóle zniknęła. Przejazd drogami był zupełnie niemożliwy[10].
- 1904 – W nocy 3 grudnia 1904 r. była tak straszna wichura i śnieżyca, że koryto Białej Lądeckiej, łąki i ogród szkolny aż za młyn zostały zupełnie zasypane śniegiem i lodem, na skutek tego wypchnięta została woda z rzeki, która przez kilka dni zalewała ogród szkolny i łąki. Zalana została również droga. W piwnicy tutejszej szkoły woda stała do 1 metra wysokości[10].
- 1910 – 14 maja 1910 r. nadciągnęły nad naszą miejscowość dwie straszne burze, jedna z północnego wschodu, druga z południowego zachodu. Od 11:30 do 13:30 były straszne błyskawice i potężne grzmoty. Ulewny deszcz i grad wyrządziły po obu stronach miejscowości wiele szkód. Ich rozmiar się powiększył, gdy około 15:30 burze powróciły i przebiegały w tak potworny sposób, że czegoś takiego nie pamiętają najstarsi mieszkańcy. Wiele szkód wyrządził deszcz, przypominający oberwanie chmury, na polach powstały głębokie rowy, a znaczne masy urodzajnej ziemi zostały porwane przez wodę[10].
- Sierpień 1938 – Latem 1938 r. na skutek długotrwałych deszczów przypominających oberwanie chmury miały miejsce dwie fale powodziowe: 25.08, 1.09. Takiej powodzi mieszkańcy Hrabstwa Kłodzkiego jak dotąd nie przeżyli. Dzięki solidnym umocnieniom brzegów Białej Lądeckiej udało się uniknąć większych szkód, nawet jeśli poziom rzeki wzrósł do 2.00 m i w wielu miejscach woda wykroczyła z brzegów.[10]
- 1977 – …

### Powódź w 1997 r. (powódź tysiąclecia)
7 lipca 1997 r. po kilkudniowych intensywnych opadach w rejonie Masywu Śnieżnika wezbrały silnie rzeki Białej Lądeckiej i jej dorzecza. Wody spływające tą rzeką w dużym stopniu przyczyniły się do powodzi tysiąclecia na terenie Kotliny Kłodzkiej. Woda przybrała gwałtownie w ciągu kilku godzin. Pierwsza fala przeszła przez Stronie Śląskie ok. godz. 6:30 po przelaniu się wody przez tamę zbiornika retencyjnego na rzece Morawce. Drugi przybór wystąpił po ok. 3 godzinach po zerwaniu się wałów i spłynięciu mas wody z kilku dużych stawów hodowlanych i wędkarskich na rzece Młynówce między Młynowcem a Goszowem. Szacuje się, że w kulminacyjnym momencie natężenie przepływu osiągnęło około 500 m³/s, czyli ok. 160 razy więcej od średniego.
Na terenach górskich i w dolinach w jej górnym i środkowym biegu silny nurt zrywał mosty i drogi oraz rujnował domy, częściowo tylko zalewając tereny znajdujące się tuż przy rzece. W dolnym odcinku (poniżej Lądka-Zdroju) Biała Lądecka rozlała się w szeroką dolinę zatapiając kolejne wsie począwszy od Radochowa. Już za ujściem masy wody w połączeniu z tymi, które niosła Nysa Kłodzka spowodowały przybór wód i zalanie Kłodzka bardzo wysoką falą powodziową sięgającą trzeciej kondygnacji zabudowań. W ciągu kilku godzin rejon Lądka-Zdroju i Stronia Śląskiego został odcięty od świata: nie działały połączenia telefoniczne (zatopione studzienki, zerwane linie), a drogi i linia kolejowa zatopione lub wymyte. Mimo ustąpienia wody przez kilkanaście dni jedyną w miarę dobrą drogą, którą mógł docierać w ten rejon jakikolwiek transport, była kręta górska droga z Lądka-Zdroju do Złotego Stoku.
Ofiarą Białej Lądeckiej stał się w tych dniach mieszkaniec Stronia Śląskiego, którego silny nurt porwał z mostu w okolicy ul. Dolnej.

### Powódź w 2006

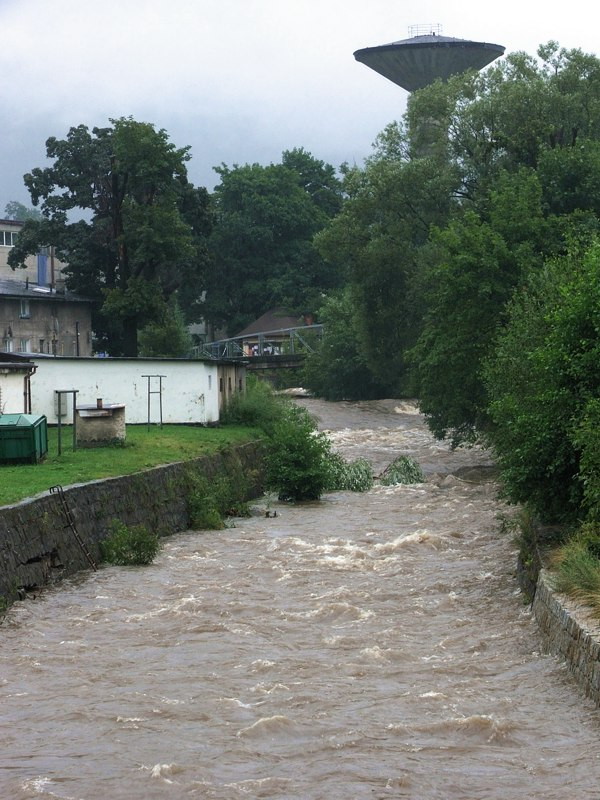
Wysoka woda na Białej Lądeckiej w Stroniu Śląskim 8 sierpnia 2006 r.

Biała Lądecka osiągnęła bardzo wysoki stan wody 8 sierpnia 2006 r. po tygodniowych, intensywnych opadach, poprzedzonych okresem upałów. O godzinie 7:00 starosta kłodzki ogłosił alarm przeciwpowodziowy. Rzeka w kilku miejscach opuściła swoje koryto w środkowym i dolnym biegu, podtapiając wsie Trzebieszowice i Ołdrzychowice Kłodzkie. Podmyta została droga nr 392 na wysokości Trzebieszowic, przez co zamknięty został ruch kołowy z Lądka do Kłodzka. Po godz. 15:00 podjęto decyzję o ewakuowaniu 50 gospodarstw w Krosnowicach.

## Ciekawostki
- Biała Lądecka jest obecna w lokalnej tradycji i życiu społecznym:
  - współcześnie działają dwa stowarzyszenia: Towarzystwo Przyjaciół Doliny Białej Lądeckiej „Kruszynka” w Starym Gierałtowie i Klub Górski Doliny Białej Lądeckiej w Lądku-Zdroju,
  - w wyborach samorządowych w 1998 r. w gminie Stronie Śląskie (okręg 7, obwód 3) startował Komitet Wyborczy Doliny Białej Lądeckiej, na który oddano 157 ważnych głosów na 319 uprawnionych[potrzebny przypis],
  - latach 1993–1994 ukazywało się w Lądku-Zdroju czasopismo pt. „Głos Doliny Białej Lądeckiej”,
  - linia kolejowa z Kłodzka do Stronia Śląskiego otwarta 14 listopada 1897 r. zwana była Bieletalbahn lub Landecker Biele Bahn, czyli Kolej Doliny Białej Lądeckiej[potrzebny przypis].
- Bobrze Stawisko[1] (dawniej niem. Biber Teich) to zakole Białej Lądeckiej leżące u południowo-wschodniego stoku Dzielca w pobliżu wsi Stójków, na wysokości około 445 m n.p.m. Miejsce to uchodziło za bardzo urokliwy zakątek. Dawniej znajdowały się tam piętrzące urządzenia hydrotechniczne, doprowadzające wodę do pobliskiej fabryki (jej ślady zachowały się do dzisiaj). Obecnie w okolicy znajduje się most drogowy na obwodnicę Lądka-Zdroju wybudowaną w latach 70. XX w.[1]
- W 1392 r. Lądek-Zdrój otrzymał przywilej łowienia ryb w Białej Lądeckiej w trzy dni przedpołudnia w tygodniu. Z dokumentów wiadomo również, że przywilej ten obowiązywał w 1663 r. przy czym rybołówstwo było tak intensywne, że przybrało charakter odrębnego rzemiosła. W efekcie wyniszczono zarybienie rzeki niemal zupełnie i zakazano tak intensywnych połowów. Białą Lądecką spławiano wtedy drewno[8].

## Linki zewnętrzne

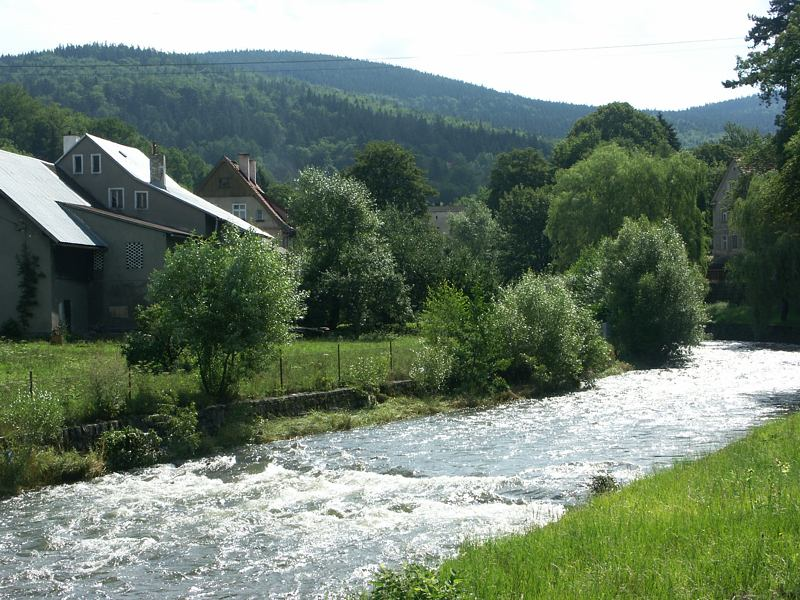
Środkowy bieg rzeki w Lądku-Zdroju